# Agustín Peralta Bauer
Guillermo Agustín Peralta Bauer (Buenos Aires, 12 de febrero de 2000) es un futbolista argentino. Juega de defensor y su equipo actual es Cerro, de la Primera División de Uruguay, a préstamo de San Lorenzo de Argentina.

## Carrera

### San Lorenzo
Peralta Bauer no tuvo su debut en San Lorenzo, pero si logró integrar el banco de suplentes en seis oportunidades. La primera, ante Gimnasia y Esgrima La Plata (derrota 1-2 por la Copa de la Liga Profesional 2020). Luego, ante Banfield, Defensa y Justicia, Godoy Cruz, Sarmiento de Junín y Talleres de Córdoba.
En cuanto al Torneo de Reserva 2022, Peralta Bauer jugó 16 partidos y convirtió 3 goles.

### Quilmes
Para tener más oportunidades y minutos, San Lorenzo prestó al defensor a Quilmes, equipo de la Primera Nacional en enero de 2023.

## Estadísticas

### Clubes
- Actualizado hasta el 22 de septiembre de 2024.

| San Lorenzo Argentina | 1.ª                 | 2020                | - | - | 0 | 0 | - | - | 0 | 0 | 0 |
| San Lorenzo Argentina | 1.ª                 | 2021                | 0 | 0 | 0 | 0 | - | - | 0 | 0 | 0 |
| San Lorenzo Argentina | 1.ª                 | 2022                | 0 | 0 | 0 | 0 | - | - | 0 | 0 | 0 |
| San Lorenzo Argentina | Total club          | Total club          | 0 | 0 | 0 | 0 | - | - | 0 | 0 | 0 |
| Quilmes Argentina | 2.ª                 | 2023                | 0 | 0 | - | - | - | - | 0 | 0 | 0 |
| Quilmes Argentina | Total club          | Total club          | 0 | 0 | - | - | - | - | 0 | 0 | 0 |
| Cerro · Uruguay | 1.ª                 | 2024                | 3 | 0 | - | - | - | - | 3 | 0 | 0 |
| Cerro · Uruguay | Total club          | Total club          | 3 | 0 | - | - | - | - | 3 | 0 | 0 |
| Total en su carrera | Total en su carrera | Total en su carrera | 3 | 0 | 0 | 0 | - | - | 3 | 0 | 0 |
| (1) Las copas nacionales se refiere a la Copa Argentina y a la Copa de la Liga Profesional. (2) Las copas internacionales se refiere a la Copa Libertadores y a la Copa Sudamericana. (3) Media de goles por encuentro. No incluye goles en partidos amistosos. |                     |                     |   |   |   |   |   |   |   |   |   |